# Mitchell Marner
Mitchell „Mitch“ Marner (* 5. Mai 1997 in Markham, Ontario) ist ein kanadischer Eishockeyspieler, der seit Juni 2025 bei den Vegas Golden Knights aus der National Hockey League unter Vertrag steht. Zuvor verbrachte der rechte Flügelstürmer neun Jahre bei den Toronto Maple Leafs, die ihn im NHL Entry Draft 2015 an vierter Position ausgewählt hatten.

## Karriere

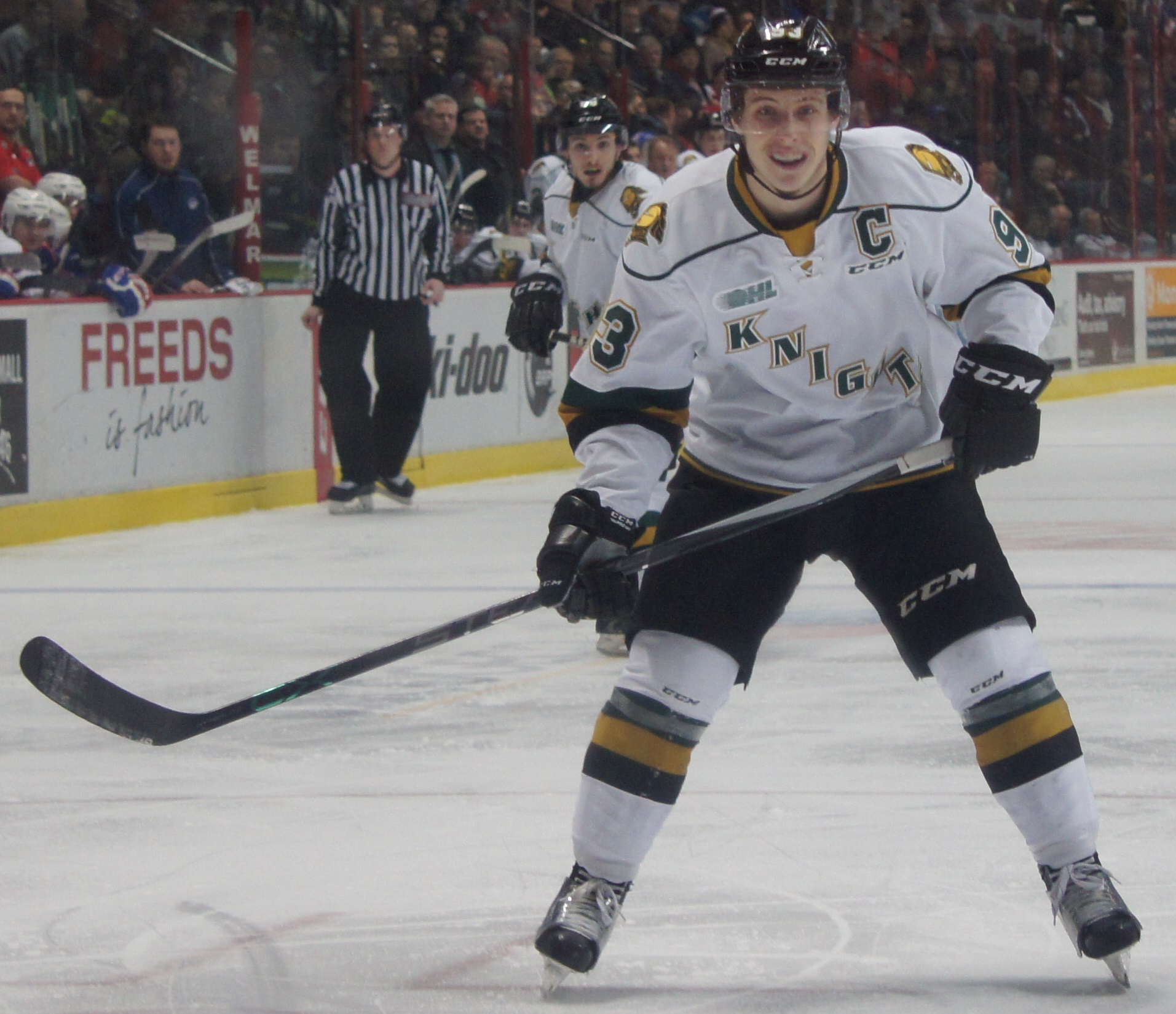
Marner im Trikot der London Knights (2016)

### Jugend
Marner spielte bis zum Sommer 2013 bei zahlreichen Jugendteams, darunter auch die St. Michael's Buzzers aus der Ontario Junior Hockey League. Nachdem er in der OHL Priority Selection des Jahres 2013 an 19. Gesamtposition von den London Knights aus der Ontario Hockey League ausgewählt worden war, schloss er sich dem Team zur Saison 2013/14 an und schlug zeitgleich ein Stipendium der University of Michigan aus. Marner absolvierte eine erfolgreiche Rookiespielzeit und sammelte 59 Punkte in 64 Einsätzen, was ihm die Berufung ins Second All-Rookie Team der Liga bescherte. Im folgenden Spieljahr bildete er mit Max Domi und Christian Dvorak eine überaus erfolgreich Sturmreihe. Der Angreifer sammelte insgesamt 126 Scorerpunkte und beendete die Saison als zweitbester Scorer der Liga hinter Dylan Strome. Dennoch wurde er ins First All-Star Team berufen und erhielt die Jim Mahon Memorial Trophy. Im Sommer 2015 wurde er schließlich an vierter Position von den Toronto Maple Leafs aus der National Hockey League im NHL Entry Draft 2015 gezogen. Bereits Ende Juli 2015 verpflichteten die Maple Leafs ihren Draft-Pick und statteten ihn mit einem auf drei Jahre befristeten NHL-Einstiegsvertrag aus.
Der Stürmer verblieb jedoch noch ein Jahr im Juniorenbereich und bestätigte mit 116 Punkten seine Leistung aus dem Vorjahr nahezu. Matthew Tkachuk, Christian Dvorak und er führten die Knights am Saisonende zum Gewinn des J. Ross Robertson Cups. Des Weiteren erhielt Marner den Wayne Gretzky 99 Award und die Red Tilson Trophy, verbunden mit der erneuten Wahl ins First All-Star Team. Im anschließenden Memorial Cup war Marner als Topscorer und Most Valuable Player – hierfür erhielt er die Ed Chynoweth Trophy und Stafford Smythe Memorial Trophy – der entscheidende Faktor für den Gewinn des traditionsreichen Turniers. Schlussendlich wurde er am Saisonende als CHL Player of the Year ausgezeichnet.

### NHL
Im Juli 2016 wechselte Marner in den Profibereich und schaffte zum Beginn der Saison 2016/17 den Sprung in den NHL-Kader der Toronto Maple Leafs. Dort wurde er im Januar 2017 als NHL-Rookie des Monats ausgezeichnet und beendete die Spielzeit schließlich mit 61 Scorerpunkten. Damit platzierte sich der Angreifer auf Position vier der Rookie-Scorerliste der Liga und war zudem Teil eines historischen Jahrganges der Maple Leafs, die mit Auston Matthews (1) und William Nylander (3) erstmals drei Spieler unter den besten vier Rookies einer Saison aus einer Mannschaft stellten. In der Folge wurde Marner nach dem Ende der Saison ins NHL All-Rookie Team gewählt.
Diese Leistung bestätigte er im Folgejahr, ehe er seine persönliche Statistik in der Saison 2018/19 deutlich auf 94 Punkte steigerte und damit die Scorerliste der Maple Leafs anführte. Anschließend unterzeichnete er im September 2019 einen neuen Sechsjahresvertrag in Toronto, der ihm ein durchschnittliches Jahresgehalt von etwa 10,9 Millionen US-Dollar einbringen soll. Am Ende der Spielzeit 2020/21, in der ihm 67 Punkte in 55 Spielen gelangen, wurde er ins NHL First All-Star Team gewählt, ebenso wie nach 97 Punkten nach der Saison 2021/22.
In der Spielzeit 2024/25 übertraf er erstmals die Marke von 100 Punkten, wobei er sich mit seinen 102 erzielten Punkten auch unter den fünf besten Scorern der Liga platzierte. Wenig später zeichnete sich jedoch ab, dass er seinen auslaufenden Vertrag in Toronto nicht verlängern wird, sodass er Ende Juni im Tausch für Nicolas Roy zu den Vegas Golden Knights transferiert wurde. Dort unterzeichnete er im gleichen Atemzug einen neuen Achtjahresvertrag mit einem durchschnittlichen Jahresgehalt von zwölf Millionen US-Dollar, womit er zum Zeitpunkt der Unterzeichnung zu den fünf bestbezahlten Spielern der Liga gehört. Zugleich verließ er die Maple Leafs nach neun Jahren, 657 Spielen und 741 Scorerpunkten.

### International
Für sein Heimatland spielte Marner erstmals im Jahr 2014 sowohl bei der World U-17 Hockey Challenge als auch dem Ivan Hlinka Memorial Tournament. Während er bei der World U-17 Hockey Challenge zwar persönlich mit neun Scorerpunkten zu überzeugen wusste, erreichte das Team Canada Ontario nur den fünften Rang. Beim Ivan Hlinka Memorial Tournament, wo er mit sieben Punkten bester Scorer seines Teams war, gewannen die Kanadier die Goldmedaille.
Sein erstes Weltmeisterschaftsturnier im Juniorenbereich absolvierte er mit der U20-Junioren-Weltmeisterschaft 2016 in der finnischen Hauptstadt Helsinki. Dabei gelangen Marner in fünf Spielen sechs Punkte, womit er teamintern mit Dylan Strome die meisten Punkte sammelte. Die Kanadier scheiterten nach einem schwachen Turnier allerdings bereits im Viertelfinale an Gastgeber Finnland und belegten am Ende nur den sechsten Rang.
Bei der Weltmeisterschaft 2017 debütierte Marner in der kanadischen A-Nationalmannschaft und gewann dort mit dem Team die Silbermedaille.

## Erfolge und Auszeichnungen
| - 2014 OHL Second All-Rookie Team - 2015 Teilnahme am CHL Top Prospects Game - 2015 OHL First All-Star Team - 2015 Jim Mahon Memorial Trophy - 2016 J.-Ross-Robertson-Cup-Gewinn mit den London Knights - 2016 Wayne Gretzky 99 Award - 2016 Red Tilson Trophy - 2016 OHL First All-Star Team - 2016 Memorial-Cup-Gewinn mit den London Knights - 2016 Ed Chynoweth Trophy - 2016 Stafford Smythe Memorial Trophy | - 2016 Memorial Cup All-Star Team - 2016 CHL Player of the Year - 2017 NHL-Rookie des Monats Januar - 2017 NHL All-Rookie Team - 2020 Teilnahme am NHL All-Star Game - 2021 NHL First All-Star Team - 2022 NHL-Spieler des Monats Februar - 2022 NHL First All-Star Team - 2023 Teilnahme am NHL All-Star Game - 2024 Teilnahme am NHL All-Star Game |

### International
- 2014 Goldmedaille beim Ivan Hlinka Memorial Tournament
- 2017 Silbermedaille bei der Weltmeisterschaft
- 2025 Gewinn des 4 Nations Face-Off

## Karrierestatistik
Stand: Ende der Saison 2024/25

### International
Vertrat Kanada bei:
| - World U-17 Hockey Challenge Januar 2014 - Ivan Hlinka Memorial Tournament 2014 - U20-Junioren-Weltmeisterschaft 2016 | - Weltmeisterschaft 2017 - 4 Nations Face-Off 2025 |

(Legende zur Spielerstatistik: Sp oder GP = absolvierte Spiele; T oder G = erzielte Tore; V oder A = erzielte Assists; Pkt oder Pts = erzielte Scorerpunkte; SM oder PIM = erhaltene Strafminuten; +/− = Plus/Minus-Bilanz; PP = erzielte Überzahltore; SH = erzielte Unterzahltore; GW = erzielte Siegtore; 1 Play-downs/Relegation; Kursiv: Statistik nicht vollständig)